# José Fidélis Ramos Coelho
José Fidélis Ramos Coelho (Palmeira das Missões, 1931 — Minas do Leão, 20 de abril de 2007) foi um produtor de arroz e político brasileiro.

## Carreira política
Foi eleito, em 3 de outubro de 1962, deputado estadual, pelo PTB com 11.907 votos para a 41ª Legislatura da Assembleia Legislativa do Rio Grande do Sul, de 1963 a 1967.
Foi um dos fundadores do Partido Democrático Trabalhista (PDT).

## Morte
No início da madrugada do dia 20 de abril de 2007, José Fidélis Ramos Coelho sofreu um infarto em sua propriedade rural no município de Minas do Leão, falecendo em decorrência do mesmo aos 76 anos.

### Homenagem póstuma
Em 2011 a Assembleia Legislativa do Rio Grande do Sul homenageou 56 ex-deputados e protagonistas pelo cinquentenário do Movimento da Legalidade entre eles José Fidélis Ramos Coelho, que na época do Movimento da Legalidade era sub-chefe da Casa Civil no Piratini.